# Solanum chimborazense
Solanum chimborazense är en potatisväxtart som beskrevs av Friedrich August Georg Bitter och Luis Aloysius, Luigi Sodiro. Solanum chimborazense ingår i släktet skattor som ingår i familjen potatisväxter. IUCN kategoriserar arten globalt som starkt hotad. Inga underarter finns listade i Catalogue of Life.